# Jonas Ebbesson
Jonas Ebbesson, född 1963, är en svensk professor i miljörätt och föreståndare för Stockholms miljörättscentrum vid Stockholms universitet. Ebbeson är främst intresserad av de rättsliga aspekterna av miljödemokrati.